# Islas Kaipong
Las islas Kaipong (en chino, 雞澎羣島; o bien: 佳蓬列島; a veces escrito Ky-poong) es un grupo de islas costeras de la provincia de Cantón en la República Popular de China. Las islas se encuentran al sur de la isla Lantau y Cheung Chau de la región administrativa especial de Hong Kong, y al suroeste de las islas Lema.
Hay dos grandes islas en el noreste y un manojo de islas de menor importancia en el suroeste. La isla principal es llamada Kaipong y esta es la que da nombre al grupo de islas. La otra es Yunghoy o Yung-Gai